# 第三四三海軍航空隊

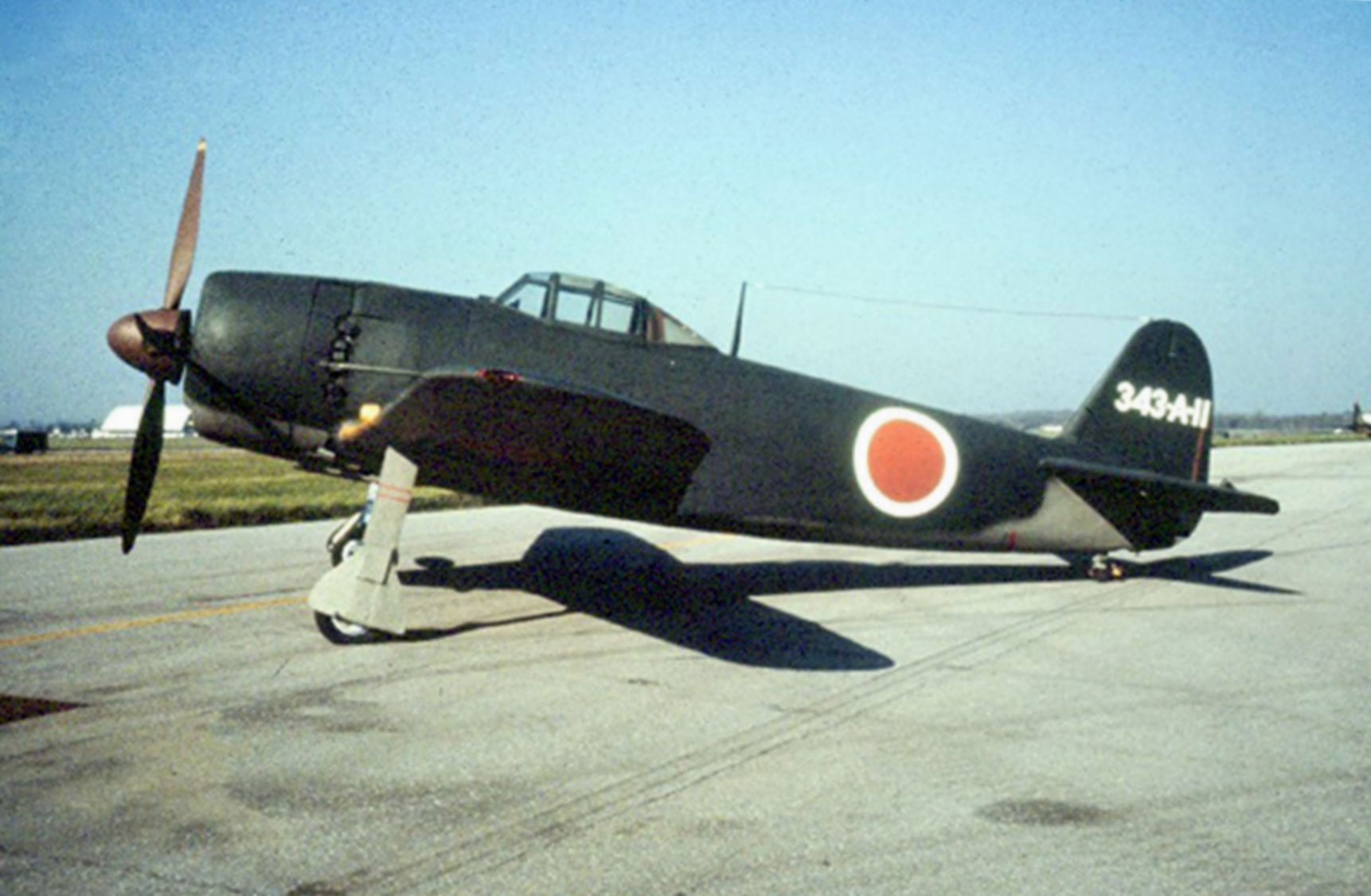
三四三航空隊の主力戦闘機｢紫電改｣。三四三空に集中配備された

第三四三海軍航空隊は、大東亜戦争期における日本海軍の戦闘機部隊の一つ。1944年1月に開隊した初代の通称隼部隊（はやぶさぶたい）と、1944年12月に開隊した二代目の通称剣部隊（つるぎぶたい）がある。後者は大戦末期、優秀な搭乗員を擁して、敗色濃厚で劣勢な日本本土防空戦のなかにあって終戦まで戦闘機紫電改を用いて活躍した部隊として知られる。

## 隼部隊
隼部隊（はやぶさぶたい）は、最初の局地戦闘機部隊として編制されたが、紫電の生産遅延などによる機材不足から、零戦装備の航空隊として1944年1月1日に鹿児島航空基地で編成される。配備機数の面から有力な部隊とされた。分隊長は飛行学生を終えたばかりのものが務めており、隊員も1943年11月に練習機の短期間訓練を終えたばかりの甲飛10期生が中核であった。所属機識別章は下二桁を取った「43」。
1944年2月にトラック、マリアナが空襲されたことを受けて、4月にマリアナ諸島方面に進出・展開したが、同年6月〜7月にかけてのマリアナ諸島攻防戦で、米軍との戦闘や米軍機の空襲などにより壊滅、7月10日解隊した。浜松基地浜松広報館に保存されている零戦は本隊がグアム島で破棄した機体である。
歴代隊司令

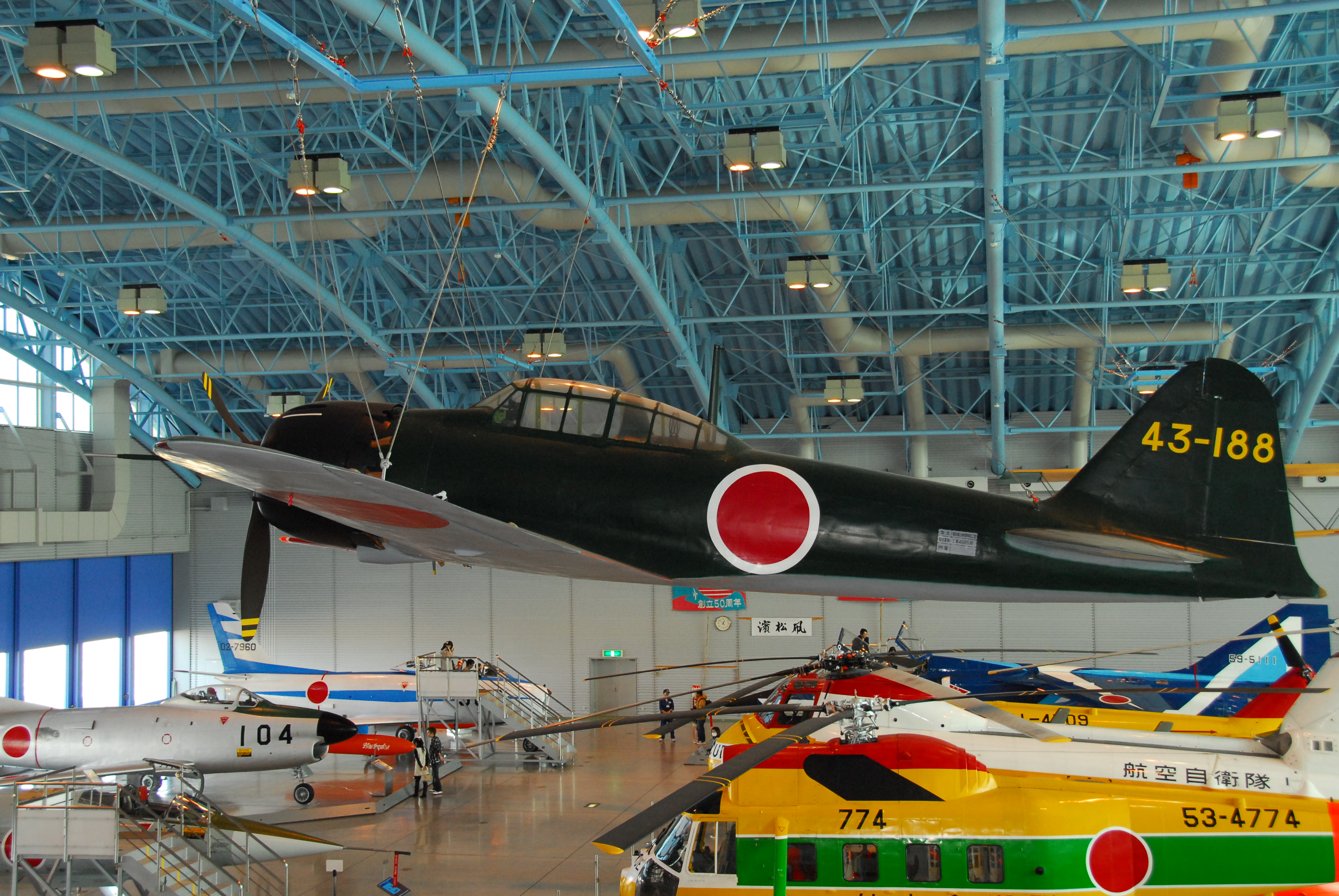
零戦五二甲型 188号機「43-188」

- 竹中正雄 中佐：昭和19年1月1日 - 昭和19年7月10日[2]、同日付解隊[3]

## 剣部隊

### 特徴
剣部隊(つるぎぶたい)は、1944年（昭和19年）中盤、サイパン、グアムで相次いで日本軍が玉砕し、絶対国防圏が破られた事で米軍による本土空襲が避けられないと判断した日本海軍が本土防空部隊の設立に着手する情勢の中で、本土周辺空域の制空権を回復しようと、戦闘機隊出身の軍令部作戦課航空部員であった源田実大佐の着想によって創設された。戦闘機隊は局地戦闘機紫電改、紫電を装備。偵察機隊は艦上偵察機彩雲を装備。所属機識別章は「343」。一般的に三四三空と言うと剣部隊のことである。
三四三空は、編隊を重視、徹底しており、米軍からも日本では珍しく2機1組の編隊空戦を行う熟練者たちと認識されていた。4機1小隊とし、乱戦になっても最低2機1組で戦い（ロッテ戦術）、離れないように指導された。当時不良状態だった無線電話の実用化に注力して、通信科の努力と横空の技術支援で10倍の改善を成功させた。山田良市は「この時ほど、日本海軍において、地対空、空対空の無線電話が活用され実績を挙げた例はほかにはないと思う。」と語っている。
指揮所、宿舎、整備補給拠点の分散設営、分散整備態勢の確立、指揮所通信網・情報収集機能の充実、特に航空隊レベルを超えた指揮通信網の整備が行われた。レーダー、見張り所、上級司令部をつないだ情報ネットワークの形成。最もいいタイミングで戦えるように米機動部隊の情報を送る連絡将校を陸海軍に派遣した。大編隊同士の空戦では肉眼で優位を占めるのは困難であり、小隊のように軽快な運動もできないため、空中指揮官が戦闘計画を頭に置き、初動において優位を占めて邀撃の効果を高められるように、艦上偵察機彩雲を装備する偵察第4飛行隊による事前の情報収集を行った。
剣部隊の名称は、隊内の公募で菅野直と八木隆次の案が採用されたもので、由来は「破邪剣正」からである。戦闘301は久邇宮朝融王から新選組と命名された。三四三空では士気を高めるため、他飛行隊も維新隊（戦闘701）、天誅組（戦闘407）、奇兵隊（偵察4）、極天隊（戦闘401）の通称を付し、隊舎の前に幟を立てるなど闘志も強調した。隊員は隊名に対する気概もあり、指揮所を屯所と呼んでいた。
柴田正司少尉は戦闘301隊歌を作詞、愛媛女子師範学校の協力により隊歌を作った。触発された維新隊、奇兵隊も隊歌を作曲している。
歴代隊司令
- 峰松巖 大佐：1944年12月26日[19] - 1945年1月15日[20]
- 源田實 大佐：1945年1月15日[20] - 1945年10月7日[21]

### 歴史

#### 松山

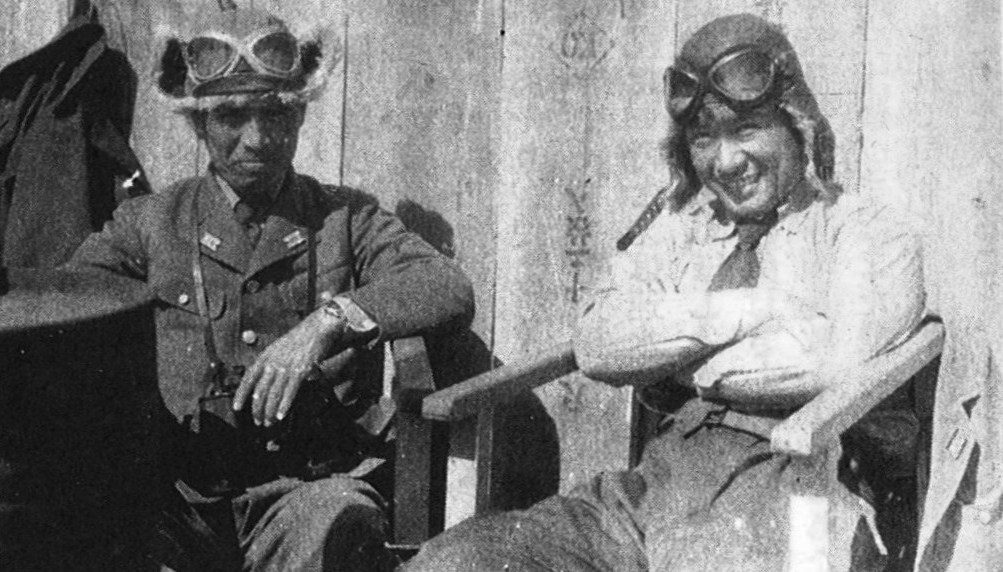
1945年春、松山基地にて。左：源田実司令、右：志賀淑雄飛行長

1944年（昭和19年）末、軍令部航空部員源田実大佐は、日本海軍の戦闘機の劣勢に対処しようとしていた。源田は「制空権を獲得できないこと、つまり戦闘機隊が負けていることが戦争に負けている原因だ」と考え、制空権を獲得して米の攻勢を食い止めることを期して、1944年12月25日横須賀基地で第三四三海軍航空隊を編成、1945年1月15日源田自ら司令に就任（源田の就任まで峰松巖大佐が軍令上の司令であったが、実際の司令代理は品川淳、川崎照次、志賀淑雄、下川有恒ら隊員が務めた。）、19日松山基地に着任。第三航空艦隊編入。編成は、定数各48機の3個戦闘飛行隊（戦闘301、戦闘701、戦闘407）と偵察第4飛行隊（飛行隊長 橋本敏男大尉）。1945年2月1日戦闘401飛行隊（飛行隊長浅川正明大尉、徳島基地）が若年搭乗員の練成飛行隊として編入された。
戦闘機隊には、最新鋭の局地戦闘機紫電改が集中配備された。源田司令は逆境に強い性格という基準で、戦闘機隊長として鴛淵孝大尉(戦闘701)、林喜重大尉(戦闘407)、菅野直大尉(戦闘301)を選んだ。新編時における隊員の人事に個別指名はなく、選別された飛行隊が集められ、他の航空隊と比べてA級搭乗員が偏っていたわけではなく、A級は各隊10名内外で大半がC級搭乗員であり、搭乗員構成は日本海軍戦闘機航空隊の構成基準を踏襲していた。それを古強者を核に当時の平均を上回る程度にまでそろえた。未熟なパイロットも多かったが、当時有名なベテラン搭乗員も多数在籍した。機材、人材に独占感もあり、一部から非難もあったようだが、源田司令の情熱と実行力の賜物であった。
1945年1月フィリピンで特攻を指揮していた中島正が副長に任官した際、隊内が三四三空も特攻に行かされるのかといった空気になった。しかし特攻に反対する菅野直隊長が源田司令に働きかけて3月末、中島は転出することになった。
編成と同時にそれぞれ松山、大分、出水各基地で練成に入り、1945年（昭和20年）1月末までには3飛行隊全部が松山基地に集結した。松山基地の選定は、笠井智一ら部下の推薦で、源田司令が地形的に適当と判断して決定した。訓練などで長く過ごした松山の市民は三四三空に対して親切であり、基地の移動もあったが、三四三空にとっても松山は思い入れの強い土地になった。戦後の三四三空懇親会はいつも松山で開かれ、宮崎勇など戦後も松山で暮らした隊員もいる。源田司令もこの土地で最期を迎えた。戦闘301は、親交のあった松山市内のすき焼屋「喜楽」女将の今井琴子夫人と済美女学院(現済美高校)の女生徒らから紫のマフラー(今井琴子夫人か結婚した際に着た白無垢を紫に染め仕立て直して刺繍した物)を贈られた。隊員の名前が刺繍されており、杉田庄一のマフラーには、杉田の合言葉である「ニッコリ笑へば必ず墜す」が刺繍されていた。
2月初旬、源田司令は、戦死した時に少しでも遺品を残せるよう髪と爪を切って遺骨箱に残すことを隊員に命じ、自らも行っている。2月中旬に司令は准士官以上に対し、「誓って制空権を獲得し、戦局挽回を期す」という決意を示して思想統一をする。
松山基地では編隊戦闘訓練を徹底して行い、列機にはいかなることがあっても隊長機から離れないように強調された。3月初旬には4対4から8対8の編隊まで完成して、編隊戦闘が支障なく行われた。志賀淑雄飛行長によれば、われこそはといった在来観念は一掃され、4対4から8対8、16対16と斬新な空戦思想による訓練が厳格な規律のもと進められたという。戦闘407中尾秀夫上飛曹は、これまで予想もしなかった空戦戦法を次々に取り入れて必死に訓練が行われたという。

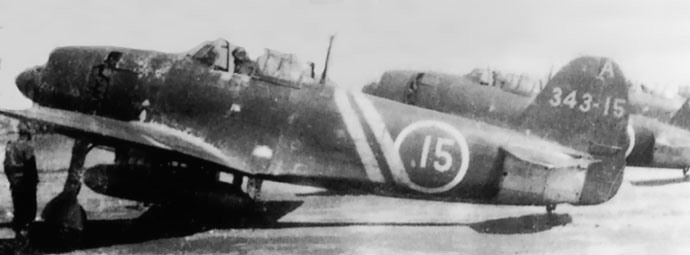
ストライプを描いた菅野直の紫電改A15号機

しかし、訓練期間の時点ですでに燃料不足に悩まされ、地上運転を制限し自隊で松根油採取し燃料節減に努めても訓練が苦しい状態で予定通り進まなかった。新機軸のため、半年間は戦闘不参加で訓練に当てる予定だったが、戦局の悪化で訓練期間も切り上げられた。戦闘301隊長菅野直大尉が敵をひきつけるため、自分の機体にストライプ模様を描き、他の戦闘機飛行隊長もそれにならった。色は黄色と言われるが、山田良市によれば、白であるという。
1945年3月13日初の出撃命令が下り、林喜重大尉指揮で40機が発進、敵来襲なし。18日偵4が土佐沖で敵機動部隊を発見、72機が出撃するが、敵が九州方面に向かい遭遇なし。
1945年3月19日、米機動部隊の来襲による九州沖航空戦で迎撃に参加、「松山上空戦」が初陣となった。源田司令は「古来これで十分という状態で挑めた戦の例などない。目標は敵戦闘機、爆撃機には構うな」と訓示する。
事前に敵情の入電に成功した彩雲は、エンジン不調で米軍機に捕捉され被弾、高知県津野町の上空において米軍機に体当たりを試み、7時45分ごろ自爆した。
F6Fヘルキャット、F4Uコルセア、SB2Cヘルダイバーから編成された米艦上機160機に対し紫電7機、紫電改56機が迎撃し、米軍機58機撃墜（戦闘機47、対空砲による戦闘機5、爆撃機4、計57機）を報告した。日米双方に戦果誤認はあったが、日本最後の大戦果となった。
交戦した米海軍第17爆撃戦闘飛行隊(VBF-17)戦闘機隊長エドウィン・スタンレー・コナント(本名：ジョン・フランシス・ペリー）大尉は「かつて経験したことのない恐るべき反撃を受けた。この大空中戦に参加した当飛行隊員の中でも戦闘経験の深いパイロットの意見では、ここで遭遇した日本軍パイロットは、東京方面で出遭ったものより遥かに優れていた。彼らは巧みに飛行機を操り、甚だしく攻撃的であり、良好な組織性と規律と空中戦技を誇示していた。彼らの空戦技法はアメリカ海軍とそっくりだった。この部隊は、戦闘飛行の訓練と経験をよく積んでいると窺える」と戦闘報告で述べている。三四三空との交戦で捕虜になった米パイロットは「日本は共同作業が悪く、射撃が下手だと思っていたが、三四三空は共同作業も射撃もレベルが高い」と話した。3月24日、三四三空は連合艦隊司令長官豊田副武から「機略ニ富ム戦闘指導ト尖鋭ナル戦闘実施トニヨリ、タチマチニシテ敵機六十余機ヲ撃墜シ全軍ノ士気ヲ昂揚セルハ、ソノ功績大ナリ」という感状を授与された。
1945年春、機動部隊司令マーク・ミッチャー米海軍中将は「パイロットたちに告ぐ」と題し「南九州の攻撃の際、よく訓練された強力な戦闘機隊が現れた」として「高性能の新鋭機で編成され、特に対戦闘機空戦に熟達しており、邀撃に際しては明らかに地上からレーダー管制によって指揮されている。彼らは飛行機のタイプ、コルセアにも匹敵する高い上昇率、2機もしくは4機編成による緊密な協同作戦、積極果敢な攻撃行動など、明らかに他の戦闘機隊とは違う。これらの熟練した空中アクロバットチームとの最初の遭遇は、それまでの敵爆撃機や特攻機を簡単に撃墜してきたことによる自信や不用意さを身につけたパイロットたちに衝撃をあたえた。敵が優位な体勢や良いチームワークを保っているときは、すみやかな相互支援行動がとれるような隊形で飛び、かつ積極的な戦術での高度な支援を駆使することにより打ち破ることができる」と秘密通達している。
3月29日戦闘407が哨戒のため離陸するが、大和型戦艦1番艦「大和」と秋月型駆逐艦「冬月」から笠井智一の機が攻撃を受ける。味方識別バンクや上下運動をしたが止むことはなかった。これは紫電改の機体が零戦より一回り大きいためF6Fヘルキャットと誤認されたもの。源田司令が抗議するが「警戒航行隊形にある進路に無断侵入するものは敵味方問わず撃墜が当然」と返信が来る。

#### 沖縄戦
1945年4月1日、第五航空艦隊に編入。4月8日三四三空は鹿屋基地へ移動。沖縄に上陸する米軍を迎撃する菊水作戦に参加した。五航艦の命令に従い特攻隊護衛のため、制空権確保に当たる。奄美大島や喜界島付近にて特攻隊の前路哨戒や制空戦闘を実施した。三四三空は、通常の援護機としてではなく、制空権を確保して突撃啓開することで経路を確保する戦法をとっていた。岩本徹三中尉（203空）によれば、哨戒中の三四三空が戦闘の助けに入り、雲から黒いつぶてのように降ってきて、鹿児島上空の敵70、80機を襲い、F6Fを面白いように次々と海へ撃墜して敵は逃走、胸のすくような見事な攻撃ぶりだったという。
4月12日菅野直大尉率いる42機が索敵、攻撃。喜界島南方でF6F、F4Uの約60機と交戦して、F6F 20機撃墜、F4U 3機撃墜を報告。三四三空の自爆未帰還機は11機、不時着5機。4月15日、杉田庄一兵曹が離陸直後F6Fに銃撃されて墜落、戦死する。
鹿屋基地は連絡や発着に不適な基地であり、情報伝達に混乱をきたすことが多かった。そこで桜島の北に位置する第一国分基地（現在の霧島市国分広瀬と国分福島）に移動。国分も間合いや飛行場はよくなかったが、鹿屋よりは良かった。
重武装重装甲の大型爆撃機B-29迎撃任務に参加。三四三空はB-29撃墜任務において菅野直隊長考案の対大型機戦法である直上方からの降下攻撃が利用された。司令からは、敵1編隊に対し3飛行機隊を集中し攻撃を加え、傷つき遅れた機体を2〜3機にまかせ、他は無傷な編隊を狙うように指導があった。B-29搭乗員爆撃手ウイルバー・モリスは「三四三空の攻撃は猛烈で、1機6門の機銃を持つB-29の12機編隊あわせて72門による弾の壁を突き抜けて攻撃してきた。あまりに接近してくるので搭乗員の顔が見えたほどである。あんな勇敢なパイロットは他にはいない、信じがたい確率に自分を賭けていた」と語った。
4月21日のB-29迎撃戦において戦闘407飛行隊長・林喜重大尉が戦死。後任は林啓次郎大尉。
4月25日、間合いの取りやすい大村基地に移動。
第五航空艦隊から三四三空に特攻を出すように打診がきた際、志賀淑雄飛行長は「私が先頭で行きます。兵学校出は全て出しましょう。予備士官は出してはいけません。源田司令は最後に行ってください。ただし条件として、命令してきた上級司令部参謀が最初に私と来るというなら三四三空はやります」と上申、源田司令も「全くだ」と同意して、その意思を上に伝えたが、それ以降三四三空には特攻の話が来なくなった。
5月、小高登貫ら隊員が憲兵ともめ事を起こし、次の日正午頃、佐世保鎮守府の参謀が三四三空に対し、その隊員たちを軍法会議にかけるので引き渡すように要求したが、司令の源田実大佐は「いま九州の制空権は、どこの航空隊が握っているか知っているか。いうまでもなく、わが第三四三空である。その航空隊の搭乗員を軍法会議につれて行ったらあとは誰が九州の制空権をまもるのだ。どうしても欲しいというなら骨にしてから返す。帰りたまえ」と追い返し、隊員たちに「士気高揚のために、大いに暴れろ。責任はいっさい司令が取る」と励ました。規律は規律であり、隊員たちは分隊長の市村吾朗と分隊士の本田稔から「一応悪いことをしたのだから外出止め15日間だ」と言い渡された。
6月2日ウィリアム・ハルゼー率いる機動部隊の艦載機の攻撃に対して、三四三空は21機で出撃、計170機の敵機のうちF4U部隊と戦い34機撃墜を報告。
6月22日、戦闘407飛行隊長・林啓次郎戦死。光本卓雄大尉が後任。菊水作戦は終了した。

#### 沖縄戦後
7月24日の呉軍港空襲では米艦載機16機撃墜を報告。しかし、戦闘701飛行隊長・鴛淵孝大尉、戦闘301・武藤金義少尉、初島二郎上飛曹、米田伸也上飛曹、今井進一飛曹、溝口憲心一飛曹を失う。武藤は杉田庄一の後任として転属したばかりで三四三空における初出撃だった。この戦闘の活躍で三四三空は御嘉賞の御言葉を賜わることになった。
8月に入ると三四三空は飛行機、搭乗員等の補充要求を一切やめた。福知山に移り夜間攻撃だけを敢行する予定であり、残った隊員と源田司令、志賀飛行長も出撃する予定であった。稼動機体は20機程度にまで低下していた。
8月1日は屋久島に飛来したB-24・P-51の戦爆連合を迎撃したが、菅野直大尉の搭乗する紫電改が機銃の暴発による機体の損傷から未帰還となる。菅野の最後は僚機が確認できなかったため行方不明扱いとなり、後任は松村正二大尉が分隊長と兼任することになる。
8月8日北九州上空でP-47NとB-29からなる戦爆連合を24機をもって迎撃。
8月9日は整備の日であったため、長崎県大村基地で休養をかねた登山訓練中、隊員達は長崎市への原子爆弾投下を目の当たりにした。海軍は広島、長崎に続く原爆投下を阻止すべく戦闘機隊に対し、B-29が単機で侵入した場合は体当たりで即時撃墜せよと命令を下した。三四三空司令の源田実大佐は第三の原爆はあってはならないと心に決め、「我が剣部隊も既に組織的な攻撃に対する機能は乏しくなった。もし今度、新型爆弾に対する情報が入ったら、俺が体当たり（特攻）をしてでも阻止してみせる。その時は本田分隊士、二番機をつとめてくれ」と話し、本田稔も決意した。二番機は司令機の援護ではなく、司令機の特攻でも落ちない場合にとどめをさす役割であった。本田は自分も特攻する決意でいたと話している。
12日、試験飛行に上がった紫電改1機がP-51に撃墜されたのが、最後の戦いとなった。
1945年8月15日。初陣から終戦までの5ヶ月の間に約170機の撃墜を報告。自らの戦死・未帰還は78名、偵察隊・地上部隊含めると97名であった。最後まで三四三空では特攻の指導や命令が行われることはなかった。源田実、山田良市、小高登貫、笠井智一など三四三空は、勝てないまでも負けるとは思わなかった、敗戦を信じられなかったという。
終戦を受けて、源田司令は中央へ真意を確かめに行った。この間、大村基地では山に籠ってでも戦おうと機銃を外し準備が進められるが、部隊としての秩序は保たれていた。松山基地では17日も401飛行隊の訓練が行われた。19日帰還した源田司令から松山で「陛下の一言いかんともできない。重臣たちがそそのかしたものなら徹底抗戦のつもりだったが、自由もよい、民主もよい、今日から源田は一個人である。もうこうして諸君らと会うこともないだろう。国家再建は容易ではないだろうが頑張ってもらいたい。」と訓示がある。大村基地では「盡忠の誠足らず、事は是に至った。自ら軍令部に入り今回の放送は、陛下御自らの大御心であることが充分納得出来て今帰って来た。之以上戦を続けるとは不忠の臣となる。諸君は直ちに帰郷して祖国再建に立ち上がって欲しい。恐らくこの世の中で諸君と再び会うことはないと思う、皆元気で自分の志に進んで欲しい。」と訓示。
訓示の際、高松宮宣仁親王の言葉「陛下を悲しませる行動はいけない。次の世代に譲れる日本の繁栄を復興するために自重せよ」も伝えられる。五航艦の指示で休暇が与えられ、事実上の解散となった。
戦争末期には、三四三空も衰弱したが、士気が衰えることはなかった。隊員には戦争末期における最強の戦闘機部隊であったと自負する者も多い。源田司令は「隊員らは厳しい時期に勝利感を味わって帰還していた、彼らは過酷な戦局の清涼剤のような働きをした、分が悪いと感じたのは8月ごろからだった」「あと4つ同じような部隊があれば敵進攻を相当制止できただろう」「圧倒的不利な条件下ではまあまあの戦いが出来た」「自衛官としてアリゾナ州ウィリアムス基地に招待された時、隊員たちの報告以上の戦いぶりを聞かされた」と語っている。

#### 戦後
終戦となり米海兵隊第22航空団が、三四三空大村基地において紫電改80機を領収し、6機をテスト飛行し3機を米にサンプルとして持ち帰ることになる。1945年10月13〜15日にテストを行い、16日に運搬を行った。テスト、運搬は三四三空隊員によって行われた。
1945年8月17日源田司令は、軍令部部長富岡定俊少将より皇統護持作戦を受けた。敗戦によって国体に危機が迫った場合、皇族を匿い皇統を守る作戦であった。准士官以上で、源田とともに自決する志願者を集い作戦参加者を選別した（妻帯者や長男は帰らされた）。生涯をかける他言無用の任務であることの説明があり、23名で盟約を結んだ。1981年1月7日東郷神社和楽殿に招集し源田より同志生存者17名を前に皇統護持作戦の終結が正式に伝達された。

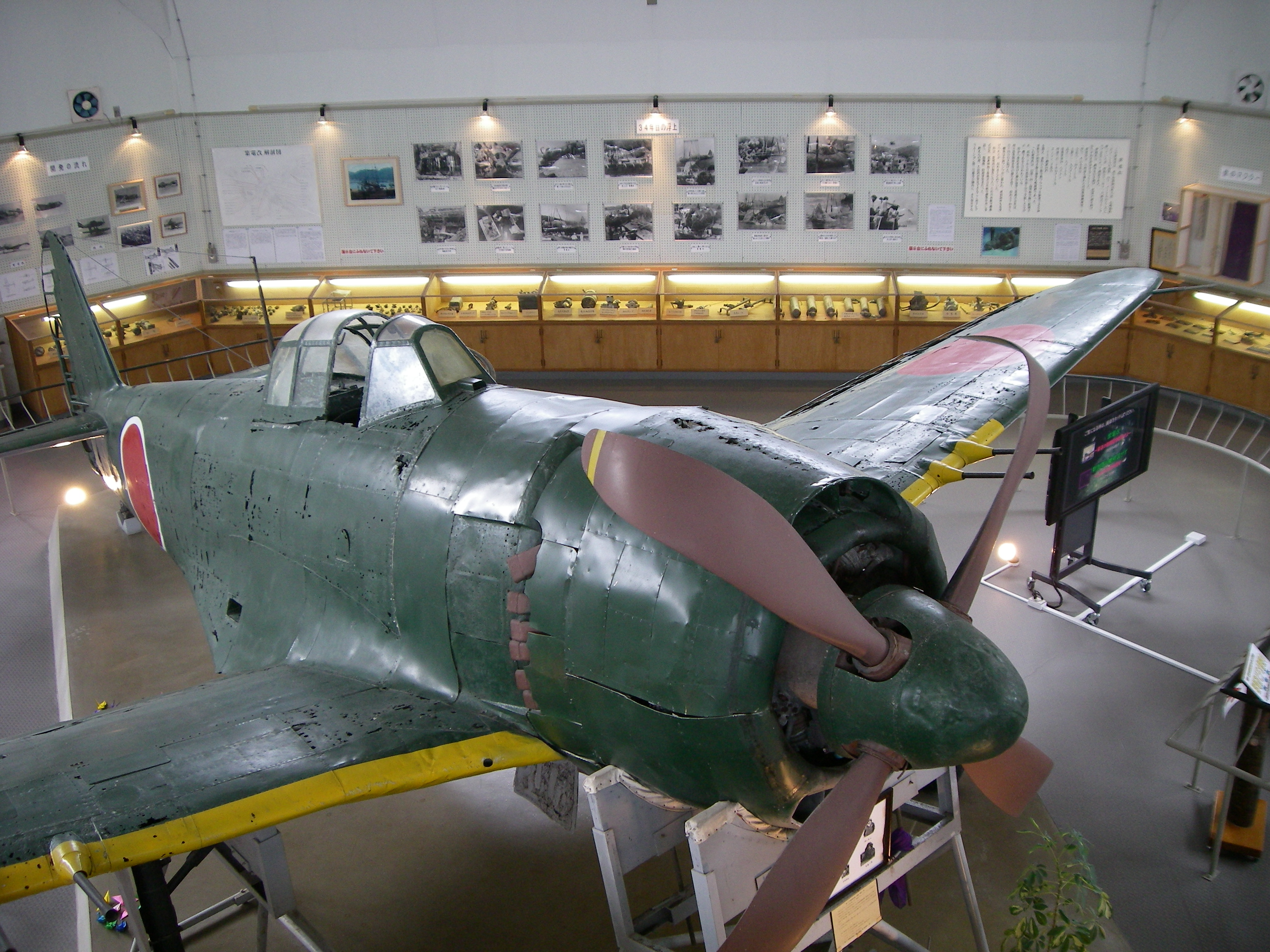
紫電改展示館（愛媛県愛南町）

1978年(昭和53年)11月、愛媛県南宇和郡城辺町(現・南宇和郡愛南町)久良湾の海底で、1945年7月24日の未帰還機と思われる三四三空の紫電改が発見される。しかし諸々の危険性から引き上げに各方面は消極的であった。元三四三空隊員や遺族からの引き上げてほしいという願いを代表して、参議院議員の源田実元司令と自衛艦隊司令の相生高秀元副長が各方面に働き掛け、引き上げられることになる。遺品などは残っておらず特定は困難であったが、301飛行隊の機体と思われる。三四三空隊員や遺族により慰霊式が執り行われ、源田司令より「紫電改は浮上した今何事も語らずただ黙々と翼を休めております。」から始まる弔辞が行われた。この紫電改は、愛南町南レク馬瀬山公園の紫電改展示館に保存・展示されている。

## 題材にした作品
- 太平洋の翼（映画）監督:松林宗恵・円谷英二
- 紫電改のタカ（漫画）作者:ちばてつや
- 紫電改343（漫画）作者:須本壮一
- 剣の紫電改（短編漫画。単行本『戦争の犬達』収録）作者:竿尾悟 1945年3月19日の空中戦を米海軍パイロットであるエドウィン・S・コナント大尉の視点で描いた作品。
- 紫電改　君がくれた紫のマフラー（ラジオ番組）南海放送ラジオ・YouTube 2019年８月11日同時放送／配信のラジオドラマ。太平洋戦争中、松山に訓練基地があった戦闘機「紫電改」のパイロットと松山の女性たちの交流を軸にしたラジオドラマであり、学校法人 河原学園傘下の各専門学校生達が声の出演及びYouTube配信時のイラストを担当している。原作：江刺伯洋（南海放送アナウンサー）。
- 終戦75年 特別番組「紫電改－三四三空隊員が愛した女将　今井琴子－」（テレビ番組）南海放送テレビ 2020年8月15日放映。第三四三海軍航空隊と紫電改、その隊員とすき焼店「喜楽」女将であった今井琴子夫人や済美高等女学院(現済美高等学校)生徒達との交流、および海中から引き揚げられた紫電改に搭乗していたと思われる6名の隊員の物語にまつわる再現ドラマと戦後の関係者・当事者へのインタビューから構成される番組。